# San Biase
San Biase är en ort och kommun i provinsen Campobasso i regionen Molise i Italien. Kommunen hade 165 invånare (2018).